# Droga liter
Droga liter (tyt. oryg. Udha e shkronjave) – albański film fabularny z roku 1978 w reżyserii Vladimira Priftiego, na motywach opowiadania Dhimitra Shuteriqiego - Buka dhe thika (Chleb i nóż).

## Opis fabuły
Nauczyciel i działacz narodowy, Dhaskal Todri wraz z towarzyszącym mu Tunxhim wraca do Albanii niosąc czcionki, które posłużą do wydrukowania pierwszych elementarzy w języku albańskim. W jednym z zajazdów (hanów) spotyka nieznanego mu księdza, który chce mu towarzyszyć w dalszej drodze. Ksiądz, wysłany przez arcybiskupa zabija nauczyciela, aby nie dopuścić do realizacji jego misji. Tunxhi w rewanżu zabija księdza i postanawia sam dostarczyć czcionki do miejsca przeznaczenia.

## Obsada
- Bujar Lako jako Tunxhi
- Sandër Prosi jako Dhaskal Todri
- Ndrek Luca jako Ndrio
- Agim Qirjaqi jako despota
- Vangjel Grabocka
- Muhamet Sherri jako Çobani
- Luftar Pajo jako Hanxhi